# Kostel svaté Cecílie (Lipůvka)
Kostel svaté Cecílie je římskokatolický chrám v obci Lipůvka v okrese Blansko. Je chráněn jako kulturní památka České republiky. Je farním kostelem farnosti v Lipůvce.

## Historie
Současný kostel v Lipůvce je již třetím v historii. Původní kostel svatého Klimenta stál již ve 13. století západně od vesnice. V roce 1787 byl tento kostel zrušen výnosem na základě reforem Josefa II, a v roce 1793 byl pak stržen „z důvodů veřejného bezpečí“.
Poblíž cesty do Lažan stával v Lipůvce kostel či kaple sv. Cecilie, o němž je první zmínka z roku 1655. Tento kostel trpěl v osmnáctém století vlhkem, jeho základy byly ohroženy vodou. Po dlouhých průtazích bylo nakonec rozhodnuto stavět kostel nový, na jiném (současném) místě.
Dnešní kostel sv. Cecílie v Lipůvce se začal stavět v roce 1749 a následujícího roku byl dokončen. Kvůli velkému počtu účastníků bohoslužeb byl v závěru 19. století rozšířen (posvěcen byl 13. listopadu 1881).

## Architektura
Jde o pozdně barokní kostel – jednolodní podélná stavba s kněžištěm tvaru čtverce s uťatými rohy a čtyřbokou sakristií přidanou v ose. Ke vstupnímu průčelí přiléhá hranolová věž.